# Команчи (окръг, Оклахома)
Вижте пояснителната страница за други значения на Команчи.
Окръг Команчи (на английски: Comanche County) е окръг в щата Оклахома, Съединени американски щати. Площта му е 2808 km², а населението – 114 996 души, 39 808 домакинства и 28 860 семейства (2000).
Административен център е град Лоутън.

## География
Окръгът има обща площ 2808 км² от които 2770 км² суша и 38 км² (1,34 %) вода.

### Основни автомагистрали
- Междущатска магистрала 44
- Автомагистрала 62
- Автомагистрала 277
- Автомагистрала 281

### Съседни окръзи
- Кадоу (север)
- Греди (североизток)
- Стивънс (югоизток)
- Котон (юг)
- Тилман (югозапад)
- Кайова (запад)

## Демография
| 1910   | 1920   | 1930   | 1940   | 1950   | 1960   | 1970    | 1980    | 1990    | 2000    | 2005    |
| ------ | ------ | ------ | ------ | ------ | ------ | ------- | ------- | ------- | ------- | ------- |
| 41.489 | 26.629 | 34.317 | 38.988 | 55.165 | 90.803 | 108.144 | 111.973 | 111.486 | 114.996 | 112.429 |

Плътност на населението – 42 души на квадратен километър (2000). Расов състав: 65,21 % бели, 19,00 % афроамериканци, 5,13 % коренни американци, 2,09 % азиатци, 0,4 % хавайци, 3,48 % други раси и 8,41 % смесени раси (испанци или латино). 89,1% говорят английски, 5,6% испански и 2,3% немски като техен пръв роден език.
В 39 808 домакинства 39,00% имат деца под 18-годишна възраст живеещи с тях, 54,60% са женени двойки живеещи заедно, 14,10% от жените живеят без съпруг и 27,50% нямат семейства. 23,40% от всички домакинства са съставени от по един човек, като 7,90% от тях са над 64-годишна възраст. Средният размер на домакинство е 2.63 души, а средният размер на семейството е 3.10 души.
Разпределение на населението по възраст: 27,8 % до 18 тодини, 13,9 % от 18 до 24 години, 30,7 % от 25 до 44 години, 17,8 % от 45 до 64 години и 9,8 %, над 64 тодини. Средна възраст 30 години. На всеки 100 жени се падат 107,7 мъже. На всеки 100 жени над 18 години се падат 108,8 мъже.
Средно годишният доход на домакинство е $ 33 867, а средният доход на семейство $ 39 214. Мъжете имат среден доход $ 28 712, а жените $ 22 084. Доходът на човек е $ 15 728. Около 13,2 % от семействата и 15,6 % от населението са под чертата на бедност, в това число 20,9 % от тях са под 18 години и 10,7 % над 64 години.

## Градове
- Кеш
- Чатанога
- Елджин
- Факсън
- Флетчър
- Джеронимо
- Индиахома
- Лоутън
- Медисин Парк
- Стърлинг

Лоутън е племенната юрисдикция на народа команчи. Майкъл Бърджис е настоящият избран племенен председател, като избори се провеждат на всеки три години. Икономическата ефективност на сдружението се оценява на 18 милиона долара годишно.

## Външни източници
- Comanche County, Oklahoma. ((en))